# Pablo Cuin
Pablo Cuin är en ort i Mexiko.   Den ligger i kommunen Ario och delstaten Michoacán de Ocampo, i den södra delen av landet, 270 km väster om huvudstaden Mexico City. Pablo Cuin ligger 2 093 meter över havet och antalet invånare är 890.
Terrängen runt Pablo Cuin är kuperad. Runt Pablo Cuin är det ganska glesbefolkat, med 48 invånare per kvadratkilometer. Närmaste större samhälle är Ario de Rosales, 5,0 km väster om Pablo Cuin. I omgivningarna runt Pablo Cuin växer huvudsakligen savannskog.